# Crocidura longipes
Crocidura longipes је сисар из реда Soricomorpha и фамилије Soricidae.

## Угроженост
Подаци о распрострањености ове врсте су недовољни.

## Распрострањење
Ареал врсте је ограничен на једну државу. 
Врста има станиште само у Нигерији.

## Станиште
Станишта врсте су мочварна подручја и саване.